# Караганов Сергій Петрович
Сергій Олександрович Караганов (нар. 12 вересня 1952, Москва, РРФСР, СРСР) — російський політолог і економіст. Декан факультету світової економіки та світової політики НДУ ВШЕ. За політичними поглядами великодержавний російський імперець і фашист. Закликав нанести превентивний ядерний удар по країнах Європи. Проти Караганова діють міжнародні санкції.

## Походження
Батько — Олександр Васильович Караганов (1915—2007), викладач Академії суспільних наук при ЦК КПРС. Мати — Софія Григорівна Караганова (нар. 1917/1918), перша дружина поета Євгена Долматовського.

## Біографія

### Освіта
У 1974 році закінчив економічний факультет Московського державного університету. У 1979 році захистив кандидатську дисертацію на тему «Роль і місце транснаціональних корпорацій у зовнішній політиці США». У 1989 році захистив докторську дисертацію на тему «Роль і місце Західної Європи в стратегії США щодо СРСР (1945—1988)».

### Наукова діяльність
З 1974 по 1977 стажувався при місії СРСР при ООН. З 1978 по 1988 працював в Інституті США і Канади АН СРСР на посадах молодшого, потім старшого наукового співробітника, завідувача сектора. З 1988 року працює в Інституті Європи АН СРСР (РАН), з 1989 — заступник директора.
Наукові інтереси — зовнішня і військова політика СРСР/Росії, взаємодія між Росією і Заходом у політичній, економічній сферах і сфері безпеки. Світова політика. Міжнародна інтеграція. Глобалізація. США і Велика Британія.
Викладання — читання лекцій в різних російських і зарубіжних університетах і дослідницьких інститутах. Під час весняного семестру 1991 — почесна кафедра їм. Б. А. Роллинга в Гронингенском університеті. З 2002 — завідувач кафедри світової політики Державного університету — Вищої школи економіки (ГУ-ВШЕ). З 2006 — декан факультету світової економіки та світової політики ГУ-ВШЕ.
Автор і редактор 17 книг і брошур, опублікував понад 250 статей з проблем економіки, зовнішньої політики, контролю над озброєннями, стратегії національної безпеки, зовнішньої і військової політики Росії. Статті і книги опубліковані в Росії, США, Німеччини, Франції, Великій Британії, Нідерландах, Фінляндії, Данії, Греції та інших країнах.

### Громадська і державна діяльність
У 1989⁣—⁣1991 — офіційний експерт Комітету з міжнародних відносин Верховної Ради СРСР. З 1991 — член Ради із зовнішньої політики МЗС РФ.
З 1992 — заступник голови, з 1994 — голова Президії Ради з зовнішньої та оборонної політики — громадської організації, яка нині об'єднує понад 150 відомих представників ділових кіл і засобів масової інформації, великих політиків, керівників силових структур.
У 1993—1999 — член Президентської Ради. З 1993 — член Науково-консультативної ради при Раді Безпеки РФ. З 1996 — член Консультативної ради при Голові Ради Федерації РФ. З 1996 — співголова опікунської ради Фонду розвитку парламентаризму в Росії. Член Опікунської Ради Фонду ІНДЕМ. З 2001 — радник заступника керівника Адміністрації Президента РФ по зовнішній політиці.
З 2002 — засновник і голова Редакційної ради журналу «Росія в глобальній політиці». У листопаді 2004 був введений в склад Ради при Президенті РФ зі сприяння розвитку інститутів громадянського суспільства і прав людини.
Як коментатор брав участь у телепроєкті Намедни 1961—1991: Наша ера.

### Членство в міжнародних організаціях
З 1992 — співголова Російсько-українського форуму (регулярно проводяться зустрічі представників економічних і політичних еліт двох країн), нині Громадський діловий рада Росія-Україна. В 1994—1995 — співголова (спільно з О. Ламбсдорфом) Комітету з економічного розвитку Комісії «Велика Європа» (Комісія Ширака)[джерело не вказане 3179 днів].
З 1995 — Член Міжнародного консультативного комітету (МКК) Ради з міжнародних відносин (Нью-Йорк). МКК очолює Д. Рокфеллер[джерело не вказане 3179 днів].
З 2004 — член Опікунської ради Товариства Альфреда Херрхаузена при Дойче Банку[джерело не вказане 3179 днів]. Член Міжнародного інституту стратегічних досліджень (Лондон) та кількох інших професійних організацій і академічних рад[джерело не вказане 3179 днів].

### Програма з десталінізації
1 лютого 2011 року на засіданні Ради при Президентові Російської Федерації з розвитку громадянського суспільства і прав людини робочою групою на чолі з Карагановым була запропонована програма «десталінізації суспільства».
У липні 2013 року презентував РИА-Новости проект програми «Увічнення пам'яті жертв політичних репресій».

## Нагороди та премії
- Премія Уряду Російської Федерації 2016 року в області засобів масової інформації (3 грудня 2016 року) — за популяризацію питань зовнішньої політики на сторінках журналу «Росія в глобальній політиці»[10].
- Орден Дружби (24 жовтня 2017 року) — за великий внесок у розвиток науки і освіти, підготовку кваліфікованих фахівців[11]

## Політичні погляди
У різні часи С. П. Караганов мав різні погляди — спершу в 1990-х роках — прорадянські, потім деякий час вважався антисталіністом. До 2020-х років еволюціонував до ідеї російської великодержавності, жорстко-антизахідної риторики і пропозиції розглядати Росію як «цивілізацію-цивілізацій». Критиками та аналітиками сучасного російського політичного режиму визнається як імперець і фашист, який керується маніакальними ідеями. У 2023 році запропонував застосувати ядерну зброю до глобального Заходу, включно з Україною.

## Приватна власність, нерухомість
Володіє двоповерховою квартирою в Венеції, в дорогому туристичному районі Кастелло. Після введення проти нього санкцій Євросоюзу Караганов здає квартиру в оренду, отримуючи за це прибуток.

## Праці
- Совм. с Г. А. Трофименко. {{{Заголовок}}}.
- Совм. с Г. А. Трофименко и В. С. Шеиным. {{{Заголовок}}}.
- Отв. ред. и соавтор. {{{Заголовок}}}. — ISBN 978-5020106376.
- Совм. с R. Blackwill[en]. {{{Заголовок}}}. — XV, 330 p. — ISBN 978-0028811192.
- {{{Заголовок}}}. — 96 p. — ISBN 978-3892040835.
- Совм. с F. Iklé[en]. {{{Заголовок}}}. — 46 p. — ISBN 978-0892062539.
- {{{Заголовок}}}. — 36 p. — ISBN 978-3928965415.
- Совм. с В. Б. Беловым. {{{Заголовок}}}. — 92 p. — ISBN 978-3892041320.
- Экономическая роль России в Европе (в соавторстве с О. Ламбсдорфом). — М., 1995 (также опубликована на англ.яз.).
- Геополитические перемены в Европе, политика Запада и альтернативы для России. — М., 1995 (отв.редактор).
- Zurueck zum Imperium?, Russische Au?en und Verteidigungspolitik in einer neuen Aera, in: Eine Welt oder Chaos?" — Suhrkamp Verlag Frankfurt am Main 1996.
- К созданию сообщества демократических государств (в соавторстве с Г. Эллисоном, К. Кайзером), 1996.
- Российско-американские отношения на рубеже веков. Доклады рабочих групп: СВОП и Фонда Карнеги за международный мир. — М., 2000.
- Стратегия для России: Повестка дня для Президента-2000 (отв. редактор). — М., 2000.
- Стратегия для России. 10 лет СВОП (отв. редактор). — М., 2002.
- {{{Заголовок}}}.
- Россия и мир. Новая эпоха. 12 лет, которые могут все изменить / Отв. ред. и рук. авт. кол. С. А. Караганов. — М.: АСТ: Русь-Олимп, 448 стр. 2008 ISBN 978-5-17-050151-9 ISBN 978-5-9648-0186-3
- Россия vs Европа. Противостояние или союз? / Под редакцией С. А. Караганова и И. Ю. Юргенса Издательства: Астрель, Русь-Олимп, 384 стр. 2010 ISBN 978-5-271-25038-5 ISBN 978-5-9648-0297-6